# Rostojávri
Rostojávri er en sø i Målselv kommune, Troms og Finnmark, på grænsen mellem Norge og Sverige. Søen, der er 	16 kilometer lang og op til 4 km bred, ligger øverst i Rostadalen, helt mod øst i Øvre Dividal nationalpark. Søen har afløb til Rostaelva (en biflod til Målselva) mod nordvest, og til Torne älv mod syd.